# MH-6 리틀 버드

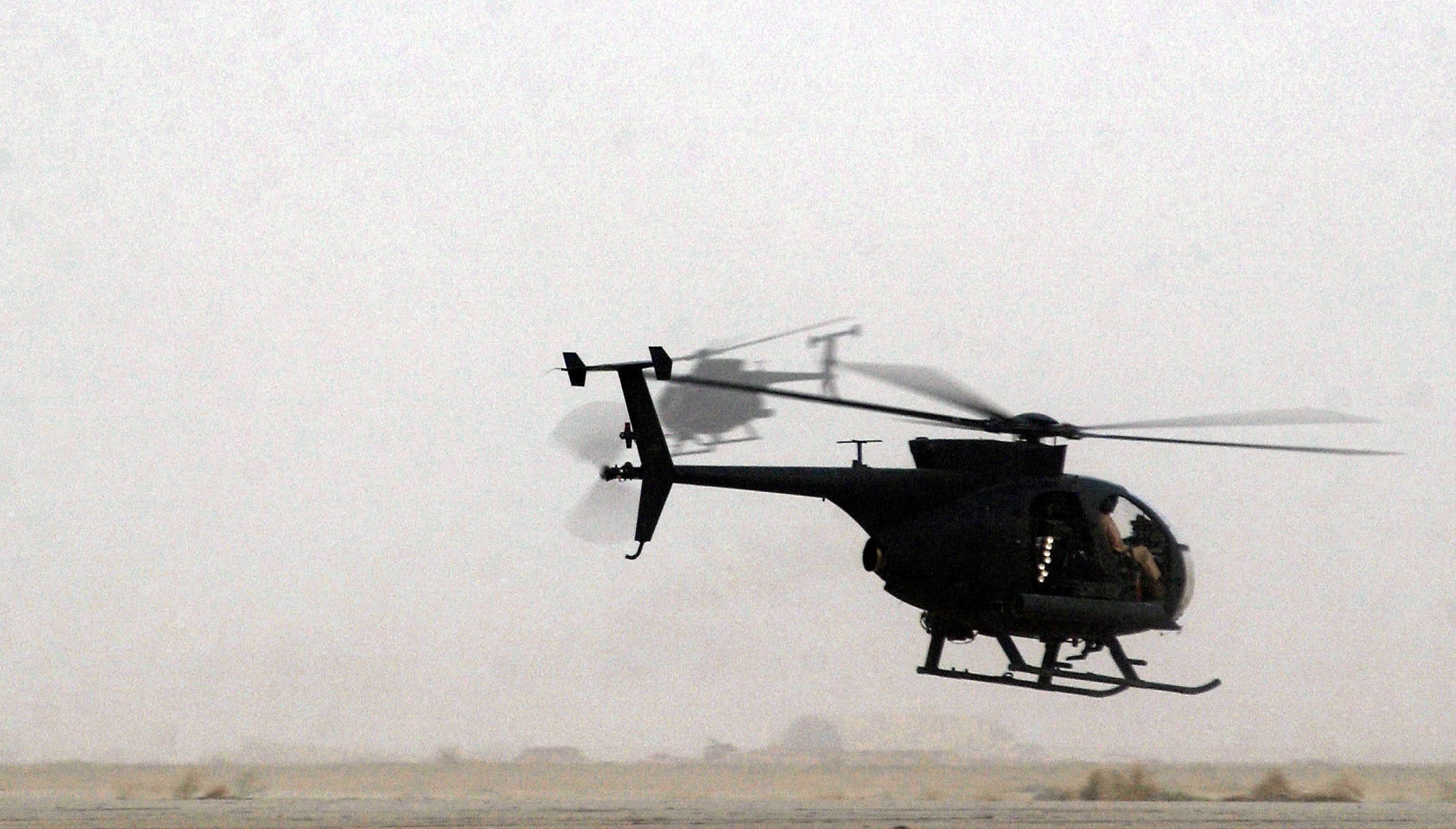
2003년 이라크의 자유 작전에서 임무수행중인 AH-6J 리틀버드

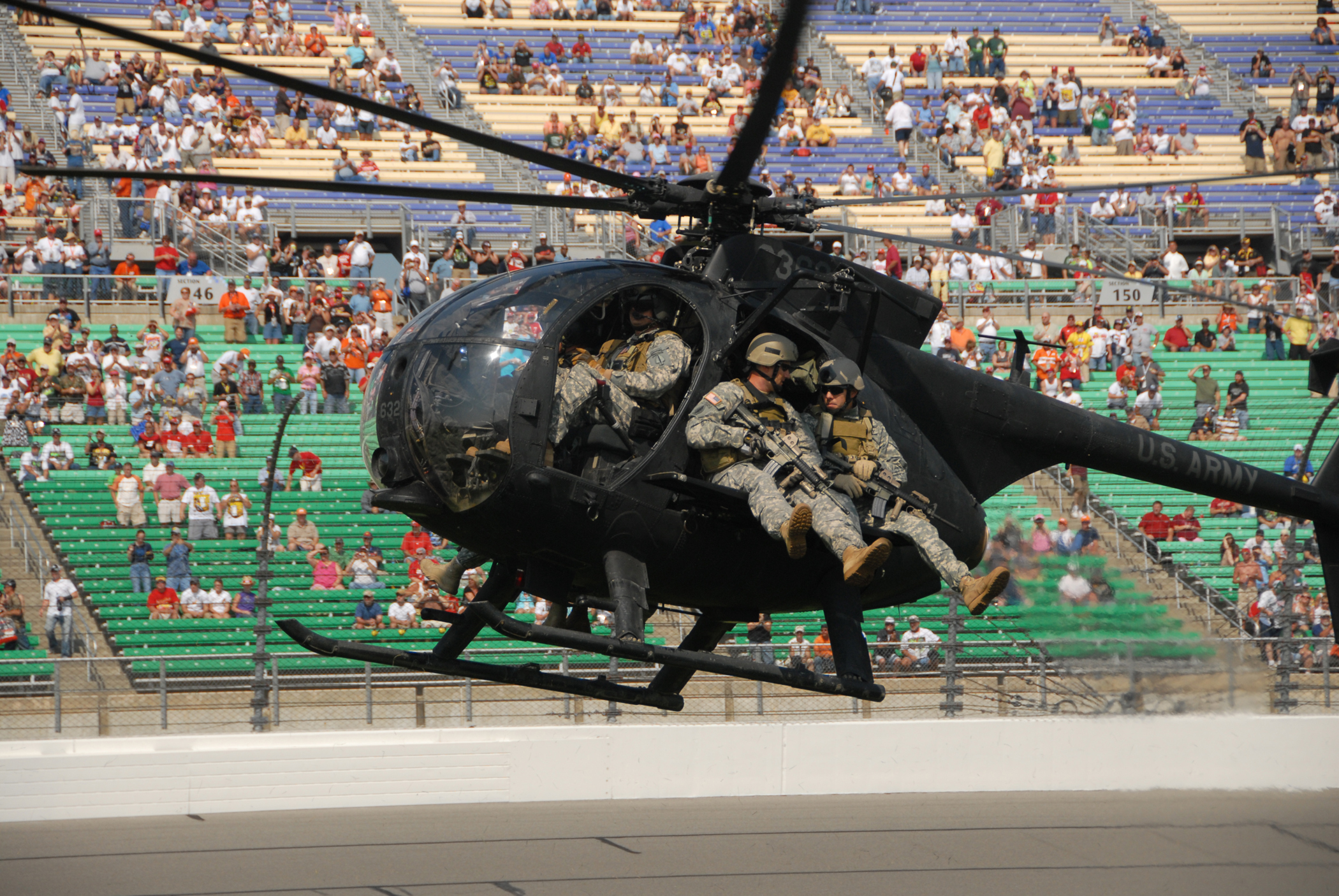
태스크 포스 160의 MH-6 리틀버드

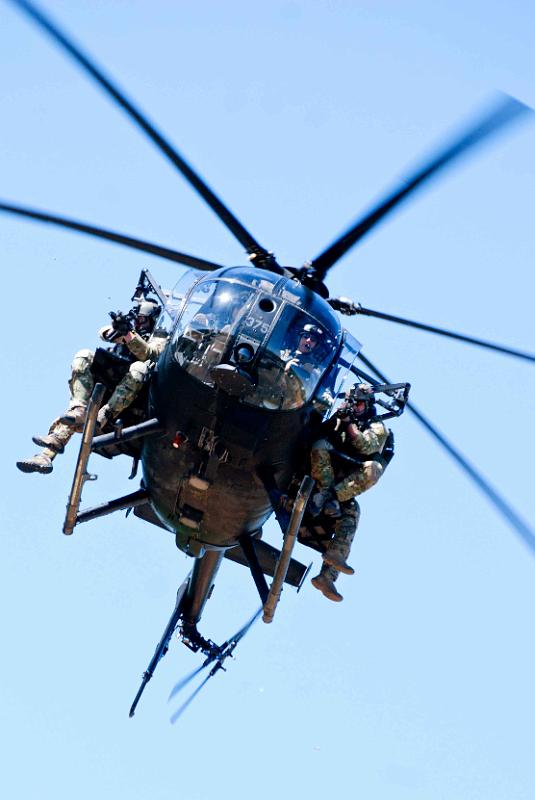
태스크 포스 160의 MH-6 리틀버드

MH-6 리틀 버드는 미국 육군에서 특수부대가 사용하는 경헬기이다. 보잉 AH-6 리틀 버드는 무장 버전이다. OH-6A를 개조한 것이다. 최신형 MH-6M은 단발엔진, 6엽 로터, 4엽 테일로터인 MD 530F를 개조한 버전이다.

## 참수부대
한국군은 김정은 참수부대를 창설할 계획이며, 미국 제75레인저연대와 제160특수작전항공연대를 모방할 것이다. 제160특수작전항공연대에는 특수부대를 수송하기 위해 MH-6 리틀버드 51대를 보유하고 있다.

## 제원 (MH-6)
일반 특성
- 승무원: 2명
- 수용량: 6명
- 길이: 32.6 ft (9.80 m)
- 로터 직경: 27.4 ft (8.30 m)
- 높이: 9.8 ft (3.0 m)
- 경하중량: 1,591 lb (722 kg)
- 화물량: 1,509 lb (684 kg)
- 최대이륙중량: 3,100 lb (1,406 kg)
- 연료량: 62 US gal (242 L) or 403 lb (183 kg)
- 엔진: 1 × Allison T63-A-5A or T63-A-700 turboshaft, 425 shp (317 kW) takeoff power (derated); 375 shp (280 kW) continuous power

성능
- 최고속도: 152 knots (175 mph, 282 km/h)
- 순항속도: 135 knots (155 mph, 250 km/h)
- 거리: 232 nmi (430 km, 267 mi) at 5,000 ft
- 운용고도: 18,700 ft (5,700 m)
- 상승률: 2,061 ft/min (10.5 m/s)

무장
- 기관포:
  - 1× 30 mm (1.18 in) M230 Chain Gun; or
  - 2× 12.7×99mm (.50 BMG) GAU-19; or
  - 2× 7.62×51mm NATO M134 Minigun
- 로켓포:
  - 2× LAU-68D/A 7-tubes rocket pods firing 2.75 in (70 mm) Hydra 70 rocket projectiles
- 미사일:
  - 대전차 미사일: 2× AGM-114 헬파이어
  - 공대공 미사일: 2× FIM-92 스팅어

## 같이 보기
- 휴스 OH-6 카이유스
- 보잉 AH-6
- 벨 OH-58 카이오와